# Кызылкак (озеро)
Кызылка́к (каз. Қызылқақ) — бессточное горько-солёное озеро в Иртышском районе Павлодарской области Казахстана. Располагается в 100 км к западу от села Иртышск.
Площадь поверхности озера варьируется от 172 до 188 км². Длина — 18,8 км, наибольшая ширина — 14 км. Наибольшая глубина — 1,5 м. Длина береговой линии — 106,5 км. Высота над уровнем моря — 41,7 м. Благодаря дождям и таянию снегов уровень воды может повышаться на 0,3—0,5 м. Площадь водосбора озера — 2280 км².
Берега озера соровые, крутые и обрывистые, местами до 5 м высотой, сложенные красно-бурыми суглинками. Дно озера ровное и пологое, в центральной части покрытое чёрным илом с большим содержанием сероводорода.
В озеро впадают 16 речек (Бирсуат, Аксуат, Агынсай и др.).